# ایگور پادگورسکی
ایگور ولادیمیروویچ پادگورسکی (روسی: Игорь Владимирович Подгорский؛ ‏ ۴ سپتامبر ۱۹۲۲ – ۲۶ دسامبر ۱۹۷۵) اَنیماتور برجسته و بزرگ اهل اتحاد جماهیر شوروی بود.
او در عصر طلایی انیمیشن شوروی فعالیت داشت و در ساخت بیش از ۱۰۰ کارتون مشارکت نمود.
از فیلم‌ها یا مجموعه‌های تلویزیونی که وی در آن‌ها نقش داشته‌است می‌توان به ملکه برفی و بانی‌فیکس به تعطیلات می‌رود اشاره نمود.